# Descendants
Descendants (titulada: Descendientes en Hispanoamérica y Los Descendientes en España) es una película original de Disney Channel de 2015, dirigida por Kenny Ortega y protagonizada por Dove Cameron, Cameron Boyce, Booboo Stewart y Sofia Carson.
La película sigue las vidas de los hijos adolescentes encantados de diversos villanos y héroes de Disney. Es la primera entrega de la serie de películas de Descendants.
Se estrenó el 31 de julio de 2015 en Estados Unidos, el 9 de octubre de 2015 en España y el 16 de agosto de 2015 en Latinoamérica, donde fue vista por 15.5 millones de espectadores. En 2017 se estrenó una secuela, Descendants 2.

## Argumento
Veinte años atrás, después de la boda de la Bella y la Bestia, ambos fundan una nación unida a todos los reinos del mundo que fue llamada Auradon. Para asegurar la paz, decidieron encerrar a todos los villanos y sus secuaces en la Isla de los Perdidos, un paraje alejado del reino, cubierto por una barrera mágica para impedir su escape y que cualquier tipo de magia cayera en sus manos. 
En la actualidad, el hijo adolescente de Bella y Bestia, Ben, está a punto de ascender al trono. Teniendo la misma perspectiva de su madre de ver lo mejor en cualquier persona, les hace saber a sus padres su primera proclamación como rey. La elección de cuatro hijos de villanos para que puedan vivir en Auradon y se les dé una oportunidad al no ser culpables de los crímenes de sus padres. Les revela los descendientes de los villanos elegidos, los hijos de la Reina Malvada, Jafar, Cruella De Vil y Maléfica, siendo esta última la que consterna a su padre por considerarla como la más peligrosa, sin embargo, Bella convence a su esposo de aceptar la idea de su hijo.
En la Isla de los Perdidos, Mal (la hija de Maléfica), Jay (el hijo de Jafar), Evie (la hija de la Reina Malvada) y Carlos (el hijo de Cruella de Vil) viven de forma malvada aterrorizando a los habitantes, sin embargo, son notificados por Maléfica su elección para ir a vivir a Auradon, sin embargo, revela usar está oportunidad para enviar a sus descendientes a robar la varita mágica del Hada Madrina y usarla para derribar la barrera mágica que rodea la isla y comenzar la invasión a Auradon de una vez por todas. Para lograr su objetivo, la Reina Malvada le entrega a su hija lo que resta de su Espejo Mágico y Maléfica le da a Mal su libro de hechizos.
Una limusina llega para llevarse a los chicos. Usando un control remoto, la barrera mágica se abre y crea un puente mágico que les permite llegar al reino.
En la Preparatoria de Auradon, son recibidos por el Hada Madrina (que revela a los chicos que ya no usan magia en Auradon, y, por lo tanto, ya no lleva su varita), Ben (quien parece tener una conexión con Mal) y Audrey, novia de Ben y la hija de Aurora, la Bella Durmiente (y, por lo tanto, una enemistada con Mal desde que se conocen).
Después de ser instalados en sus habitaciones, los chicos comienzan un plan. Usando el Espejo Mágico, descubren que la varita está resguardada en el Museo de Historia Cultural de Auradon. Durante la noche, van al sitio donde están todos los artefactos encantados y emblemáticos de las historias de los reinos. Usando la rueca de Maléfica y un hechizo del libro de su madre, Mal duerme al guardia y se logran infiltrar. Después llegan a una sección donde ven estatuas de sus padres en su forma más malvada, y eso los entristece. Sin embargo, no logran obtener la varita, ya que estaba protegida por un escudo y terminan activando una alarma, lo que los obliga a huir.
Al día siguiente, mientras tienen una Clase de Bondad impartida por el Hada Madrina, conocen a Jane, la hija de ésta. Mal, viéndola como una guía para obtener la varita, la sigue al baño y usa el libro de hechizos para darle un buen peinado, metiéndole la idea en su cabeza de convencer a su madre de utilizar la varita para hacerla hermosa.
Con el paso del tiempo, los chicos se van adaptando a Auradon: Jay logra ser aceptado en el equipo de tourney de Auradon después de que el entrenador ve su agresión, ya que lo ve como una manera de que la controle y que alguien de carácter competitivo esté en el equipo; Ben ayuda a Carlos a superar el temor que les tiene a los perros (infringido por su madre) con Dude ("Chico" en Hispanoamérica; "Colega" en España), un perro que los acompaña siempre, logrando que Carlos y la mascota tengan una gran conexión; Evie conoce a Chad, el hijo arrogante de la Cenicienta e intenta hacerse la tonta para gustarle, pero termina siendo usada para que le haga su tarea, y Doug, el hijo de Dopey ("Tontín" en Hispanoamérica; "Mudito" en España), la anima a dejar aparentar ser una boba al ver su capacidad intelectual y que no necesita de un príncipe para ser feliz.
Mientras, Mal se vuelve popular al usar el libro para cambiar el peinado de varias compañeras, entre ellas Lonnie, la hija de Mulán. Sin embargo, continúa con la idea de complacer a su madre y seguir el plan.
Evie les informa a todos que el Hada Madrina usará la varita durante la coronación de Ben. Mal intenta convencer al chico de que les dé asientos en primera fila, pero él les dice que solo pueden estar a su lado sus padres y su novia. Esto hace que Mal comience otro plan para conseguir la varita.
Intentan hacer un Hechizo de Amor en una galleta, usando una lágrima de Lonnie como ingrediente final al hacerla llorar cuando le hacen saber su falta de amor paternal en la Isla de los Perdidos. Con el hechizo completo, Mal le da la galleta a Ben al día siguiente, haciendo que declare su amor enfrente de toda la escuela durante un torneo de tourney y termine con Audrey.
Ben invita a Mal a una cita en el Lago Encantado, un hermoso lugar decorado por unas ruinas griegas. Durante la cita, los chicos hablan de sus vidas y se conocen más, mientras Ben nada un rato, Mal comienza a introducirse en una encrucijada, al estar en desacuerdo en si seguir sus acciones villanas o seguir lo que dicta su corazón.
En la noche, los chicos comienzan a dudar de su villanía al igual que su amiga; Jay con el equipo de tourney, Carlos con Chico y Evie con sus buenas calificaciones. Mientras esto pasa, Mal prepara un contra hechizo para el encantamiento de Ben, usando una lágrima propia de tristeza, dando a entender que ha comenzado a sentir cosas por el príncipe.
Poco tiempo después, se celebra el Día de la Familia en Auradon. Durante el evento, Mal se encuentra con la Reina Leah, la madre de Aurora, quien le recrimina a la chica el hechizo de su madre que la mantuvo separada de su hija por etapas importantes de su vida. Los chicos son agredidos por varios adolescentes de Auradon, incluida Jane, lo cual provoca que Mal rompa el hechizo que había hecho a su cabello, mientras que Lonnie y Doug son apartados de ellos. Esto alienta a los chicos a seguir con el plan.
El Día de la Coronación llega finalmente, en la isla, los villanos se ponen atentos al evento por televisión, mientras que, en el reino, Mal y Ben son conducidos al castillo. Ahí, Ben le da a Mal su anillo para que lo lleve como su novia, mientras que la chica le da el pastelillo que contiene el antídoto del Hechizo de Amor para que lo coma más tarde, pero Ben se lo come en ese momento, lo que asusta a Mal por un momento. Sin embargo, el chico revela que estaba enterado del hechizo, ya que en el Lago Encantado el encantamiento desapareció cuando nadó en él, confesándole que el amor que siente por ella es genuino y creyendo que el hechizo se debía a los celos de Mal porque era novio de Audrey.
Durante la ceremonia, antes de que el Hada Madrina proclame a Ben como rey de Auradon, alguien le arrebata la varita de la mano, la acciona y lanza un rayo al cielo que termina cayendo sobre la Isla de los Perdidos, abriendo un hueco temporal en la barrera, momento que es aprovechado por Maléfica al usar su cetro y escapar en una nube verde mágica.
En el castillo, se revela que la persona que tomó la varita fue Jane, quien, debido a las palabras de Mal, quiere usarla para volverse hermosa. Sin embargo, no es capaz de controlar el poder de la varita, provocando que se empiece a salir de control, pero Mal logra acercarse y se la quita. Ahí se reúne con Jay, Evie y Carlos y revelan su plan para llevarse la varita a la isla.
Ben habla con ellos para intentar convencerlos de tomar sus propias decisiones. Mal les dice a los chicos que es más feliz estando en Auradon y que todos han encontrado algo que los hace felices ahí. Los chicos deciden aceptar su vida ahí y ser felices.
Pero en ese momento, Maléfica irrumpe en la ceremonia y le exige a Mal que le entregue la varita, pero su hija se la lanza al Hada Madrina. Antes de que la mujer pueda hacer algo, Maléfica usa su cetro y congela a todos excepto a ella y a los cuatro descendientes villanos. Toma la varita y le quita el anillo de Ben a Mal. Sin embargo, su hija le revela su nuevo sentimiento de amor, algo que la consterna y le avisa que no permitirá que sienta amor en su vida. Mal en ese momento dicta un hechizo y le arrebata la varita a su madre.
Maléfica, al ver el cambio en los cuatro chicos, se transforma en dragón con la intención de castigarlos, pero Mal se interpone y le hace saber que no está dispuesta a permitir que ataque a sus amigos. Maléfica intenta controlar a su hija con un hechizo, pero Mal logra resistir y le lanza un encantamiento que termina convirtiéndola en una lagartija. En ese momento, el Hada Madrina se descongela y les revela que el hechizo obligó a Maléfica a reducirse al tamaño de amor que había en su corazón. Mal le devuelve la varita y el Hada Madrina le da el anillo y descongela a todos.
Mal le hace saber al Hada Madrina que ella fue la que puso todas las ideas que llevaron a Jane a tomar la varita en su cabeza, diciéndola a esta última que es una persona maravillosa, después hace una breve tregua con Audrey mientras que su madre es puesta en cautiverio.
Después, todos los chicos celebran la coronación en Auradon, mientras que la Reina Malvada, Jafar y Cruella ven todo a la distancia, aún atrapados en la Isla de los Perdidos. Durante la celebración, Mal rompe la cuarta pared, anunciando a la audiencia que la historia no ha terminado.

## Reparto
- Dove Cameron como  Mal.
- Cameron Boyce como Carlos.
- Booboo Stewart como Jay.
- Sofia Carson como Evie.
- Mitchell Hope como Rey Ben.
- Melanie Paxson como el Hada Madrina.
- Sarah Jeffery como Audrey.
- Zachary Gibson como Doug.
- Jedidiah Goodacre como Chad Charming.
- Dianne Doan como Lonnie.
- Dan Payne como el Rey Bestia.
- Keegan Connor Tracy como la Reina Bella.
- Wendy Raquel Robinson como Cruella de Vil.
- Maz Jobrani como Jafar.
- Kathy Najimy como La Reina Malvada.
- Kristin Chenoweth como Maléfica.

### Otros personajes
- Judith Maxie como la Reina Leah.
- Stephanie Bennett como Blancanieves.
- Reese Alexander como el Entrenador Jenkins.
- Jonathan Holmes como el Sr. Deley

### Doblaje
| Personaje                                                                   | Actor original (Estados Unidos) | Actor de doblaje (Hispanoamérica)                                              | Actor de doblaje (España)                                     |
| --------------------------------------------------------------------------- | ------------------------------- | ------------------------------------------------------------------------------ | ------------------------------------------------------------- |
| Mal                                                                         | Dove Cameron                    | Camila Díaz Fraga                                                              | María Blanco                                                  |
| Carlos                                                                      | Cameron Boyce                   | Patricio Lago                                                                  | Rodri Martín                                                  |
| Jay                                                                         | Booboo Stewart                  | Alan Bravo                                                                     | Álvaro Ramos Toajas                                           |
| Evie                                                                        | Sofia Carson                    | Julia Bilous                                                                   | Candela Moreno                                                |
| Príncipe Ben de Auradon                                                     | Mitchell Hope                   | Braian Pavón                                                                   | Néstor Moreno                                                 |
| Princesa Audrey                                                             | Sarah Jeffery                   | Chiara Bucci                                                                   | Rosa Vivas                                                    |
| Doug                                                                        | Zachary Gibson                  | Iván Sardo                                                                     | Juan Antonio Soler                                            |
| Jane                                                                        | Brenna D'Amico                  | Bianca Coira                                                                   | Tania Ugía                                                    |
| Princesa Lonnie                                                             | Dianne Doan                     | Annie Rojas                                                                    | Carmen Cervantes                                              |
| Príncipe Chad Charming                                                      | Jedidiah Goodacre               | Alejandro Orozco                                                               | Artur Palomo                                                  |
| Maléfica                                                                    | Kristin Chenoweth               | Mara Campanelli                                                                | Isabel Fernández Avanthay                                     |
| Cruella de Vil                                                              | Wendy Raquel Robinson           | Irene Guiser                                                                   | Yolanda Pérez Segoviano                                       |
| Jafar                                                                       | Maz Jobrani                     | Mario De Candia                                                                | Abraham Aguilar                                               |
| Reina Malvada                                                               | Kathy Najimy                    | Yolanda Vidal                                                                  | Alejandra Torrai                                              |
| Hada Madrina                                                                | Melanie Paxson                  | Lorena Muñoz                                                                   | Raquel Cubillo                                                |
| Rey Adam de Auradon                                                         | Dan Payne                       | Gustavo Barrientos                                                             | Félix Alcolea                                                 |
| Reina Bella de Auradon                                                      | Keegan Connor Tracy             | Lucila Gómez                                                                   | Ana Jiménez                                                   |
| Blancanieves                                                                | Stephanie Bennett               | Agostina Longo                                                                 | Mar Bordallo                                                  |
| Reina Leah                                                                  | Judith Maxie                    | Matilde Ávila                                                                  | Mayte Torres                                                  |
| Entrenador Jenkins                                                          | Reese Alexander                 | Javier Gómez                                                                   | Iñaki Crespo                                                  |
| Créditos técnicos                                                           |                                 |                                                                                |                                                               |
| Estudio de doblaje                                                          | Estudio de doblaje              | Media Pro Com, Buenos Aires (Argentina) Diseño de sonido, México D.F. (México) | SDI MEDIA, Madrid, Barcelona, Santiago de Compostela (España) |
| Director de doblaje                                                         | Director de doblaje             | Alejandro Outeyral Francisco Colmenero                                         | Mayte Torres                                                  |
| Traductor                                                                   | Traductor                       | Gabriela Scandura                                                              | María José Aguirre de Cárcer                                  |
| Adaptador                                                                   | Adaptador                       | Gabriela Scandura                                                              | Mayte Torres                                                  |
| Doblaje al español producido por Disney Character Voices International Inc. |                                 |                                                                                |                                                               |

## Producción
El 12 de diciembre de 2013, Disney Channel anunció la producción de la película y dio a conocer su trama. La filmación comenzó en la primavera de 2014, con dirección de Kenny Ortega, quien ya había trabajado para Disney Channel en la trilogía High School Musical.

## Libros
Melissa de la Cruz escribió una novela que sirve como precuela de la película, llamada Isle of the Lost. Otros libros derivados son Los descendientes: la novela, Descendientes: el diario de Mal, Los descendientes: secretos de Auradon y Descendants Yearbook.

## Programa de televisión
Descendants: Wicked World, una serie de cortos, se estrenó el 18 de septiembre en Estados Unidos, el 9 de octubre de 2016 en España y el 31 de octubre de 2016 en Latinoamérica.

## Secuelas
El 15 de octubre de 2015, Disney Channel confirmó para 2017 el estreno de la secuela, Descendants 2.
La tercera parte se estrenó en 2019 con el nombre Descendants 3.